# Ikke blive glemt
Ikke blive glemt er en dansk dokumentarfilm fra 1979 instrueret af Ebbe Larsen efter eget manuskript.

## Handling
Filmen fortæller om det dansk-slesvigske forhold ud fra den danske sydslesvigers synspunkt.